# Jakob Neubauer
Pour les articles homonymes, voir Neubauer.
Jakob Jekutiel Neubauer (né le 29 janvier 1895 à Leipzig, mort le 22 mars 1945 à Bergen-Belsen) est un rabbin allemand.

## Biographie
Jakob Neubauer est le fils du diamantaire Hermann Neubauer ; comme la famille vient de Roumanie, qui fait alors partie de l'empire ottoman, il est citoyen turc. En 1913, il a l'abitur et est ordonné rabbin par le Séminaire rabbinique Hildesheimer de Berlin. Il étudie le droit de 1913 à 1918, puis les langues sémitiques à l'université de Leipzig jusqu'en 1920. Le 29 juillet 1918, il obtient un doctorat sous la direction de l'historien du droit Paul Koschaker. Il vit ensuite dans le domaine Hermannsberg en Bavière, acquis par son père, et se consacre à l'étude de la Torah et du Talmud. En 1926, cependant, il se rend à Wurtzbourg pour des raisons économiques pour travailler à l'Institut israélite de formation des enseignants. En mars 1933, il émigre avec sa famille à Amsterdam, où il enseigne au séminaire rabbinique. Après que les Allemands envahissent les Pays-Bas, il est déporté au camp de concentration de Bergen-Belsen en 1944.